# Лаврово (Вяземский район)
Лаврово — деревня в Вяземском районе Смоленской области России. Входит в состав Ермолинского сельского поселения. Население — 4 жителя (2007). 
Расположена в восточной части области в 23 км к востоку от Вязьмы, в 16 км южнее автодороги М1 «Беларусь», на берегу реки Жижала. В 9 км южнее деревни расположена железнодорожная станция Жижало на линии Вязьма — Калуга. 
| 2015 |
| ---- |
| 0    |

## История
В годы Великой Отечественной войны деревня была оккупирована гитлеровскими войсками в октябре 1941 года, освобождена в марте 1943 года. 